# Father Mother Sister Brother
Father Mother Sister Brother is een toekomstige internationale komische drama-anthologiefilm, geschreven en geregisseerd door Jim Jarmusch. De hoofdrollen worden vertolkt door Cate Blanchett, Vicky Krieps, Adam Driver, Mayim Bialik, Tom Waits, Charlotte Rampling, Indya Moore en Luka Sabbat.

## Verhaal
Een aantal van elkaar vervreemde broers en zussen komen na jaren weer bij elkaar. Ze worden geconfronteerd met onopgeloste spanningen en moeten hun gespannen relatie met hun emotioneel afstandelijke ouders opnieuw evalueren.

## Rolverdeling
| Acteur             | Personage |
| ------------------ | --------- |
| Cate Blanchett     |           |
| Vicky Krieps       |           |
| Adam Driver        |           |
| Mayim Bialik       |           |
| Tom Waits          |           |
| Charlotte Rampling |           |
| Indya Moore        |           |
| Luka Sabbat        |           |

## Productie
Tijdens een toespraak op het Outlook Festival, een muziekfestival in Kroatië, in april 2023 zei Jim Jarmusch dat hij werkte aan een nieuwe "subtiele film die erg stil, grappig en triest" zou zijn. Hij gaf aan dat de film mogelijk geen muziek zou bevatten. In november 2023 werd gemeld dat de filmtitel Father, Mother, Sister, Brother zou zijn. De film wordt geproduceerd door Exoskeleton samen met Animal Kingdom en CG Cinema.

### Filmopnames
De filmopnames gingen van start in november 2023 na het einde van de SAG-AFTRA-staking, in West Milford (New Jersey) en vervolgens werd er vanaf januari 2024 gefilmd in Dublin en Parijs.

## Release
Father Mother Sister Brother zal op 31 augustus 2025 in première gaan op het Filmfestival van Venetië in de competitie voor de Gouden Leeuw.

## Prijzen en nominaties
De belangrijkste:
| Jaar | Prijs                    | Categorie    | Genomineerde(n) | Uitslag       |
| ---- | ------------------------ | ------------ | --------------- | ------------- |
| 2025 | Filmfestival van Venetië | Gouden Leeuw | Jim Jarmusch    | In afwachting |